# 美丽飞龙属
美丽飞龙属（学名：Meilifeilong）是朝阳翼龙科翼龙已灭绝的一个属，化石发现于中国早白垩世九佛堂组。该属包括两个物种：所知于一副近完整骨骼和部分颅骨的友好美丽飞龙（M. youhao）及最初描述为神州翼龙的一个种的三亚美丽飞龙（M. sanyainus）。友好美丽飞龙正模标本代表迄今发现的保存最完好也是最完整的朝阳翼龙科。

## 发现与命名
美丽飞龙化石材料发现于中国辽宁省葫芦岛市肖台子村附近的九佛堂组沉积物中。正模标本IVPP V 16059由一具缺少尾部的近完整骨骼组成。另一件标本IVPP V 17955由一只较小个体的前颌骨、上颌骨及部分腭组成，亦被归入该物种。
2023年，汪筱林等人根据此化石遗骸描述了朝阳翼龙科翼龙新属新种友好美丽飞龙（Meilifeilong youhao）。属名组合中文“美丽”“飞”“龙”，指正模标本惊人的保存质量。种名“友好”指中国与巴西科学家在翼龙研究上的多年合作。

## 描述
美丽飞龙两个物种的正模标本尺寸相仿。友好美丽飞龙正模标本（IVPP V 16059）翼展宽约2.16（7.1英尺），三亚美丽飞龙标本（DB0233）稍大，翼展宽约2.18（7.2英尺）。

## 古生态学
美丽飞龙化石材料发现于九佛堂组的一层中，时间可追溯至早白垩世巴列姆阶至阿普第阶。地层中还发现包括其余朝阳翼龙科在内的许多其它翼龙。此外还有包括非鸟恐龙、早期鸟类、哺乳类、龟鳖类、蜥蜴和鱼在内大量其它动物的保存完好的化石。